# لوئیس کالن
لوئیس کالن (به انگلیسی: Louis Cullen)، دیپلمات ایرلندی، فرهنگستان، مورخ، مؤلف (پدیدآور) و ژاپن‌شناس است. او استاد تاریخ مدرن ایرلندی در  کالج ترینیتی دوبلین در دوبلین است. نیکلاس کانی او را به‌عنوان «پرکارترین، گسترده‌ترین و مبتکرترین مورخ نسل خود در ایرلند» توصیف کرده است.